# لازنی تووشن
لازنی تووشن (به چکی: Lázně Toušeň) یک منطقهٔ مسکونی در جمهوری چک است که در ناحیه پراگ-شرق واقع شده‌است. لازنی تووشن ۵٫۵۵ کیلومتر مربع مساحت و ۱٬۲۴۰ نفر جمعیت دارد و ۱۷۷ متر بالاتر از سطح دریا واقع شده‌است.